# The Settlers: Dědictví králů
The Settlers: Dědictví králů (v anglickém originále The Settlers: Heritage of Kings a zjednodušeně The Settlers V) je v řadě pátý díl série počítačových strategií The Settlers. Hru vydala společnost Ubisoft 18. února 2005, v České republice distribuovala od stejného data společnost Playman, která obstarala i lokalizaci (titulky) pro hru a český manuál.
Příběh vypráví o mladém kralevici Dariovi, který se se svými přáteli snaží získat vládu nad královstvím Dariova otce, které okupuje a plení zlý Mordred a jeho nohsled Kerberos. Od smrti krále je navíc celá říše rozdělena na samostatné provincie, které jednotlivě nedokáží Mordredovi vzdorovat a proto Dario a jeho skupina musí opět sjednotit království a postavit se nepříteli.
Hra vynikla oproti svým předchůdcům, ale i následovníkům značnými změnami v systému hraní. U ostatních her série The Settlers šlo spíše o ekonomiku, kdežto v The Settlers: Dědictví Králů byla hra zaměřena více na boj ve středověkém stylu s prvky modernější techniky a nadpřirozených sil.
Hra se dočkala nadprůměrných hodnocení, avšak pro hráče a příznivce celé série The Settlers byla změna systému hraní záporem, který ale hru nikterak nediskreditoval z pohledu hodnocení jako středověkou bojovou strategii s prvky ekonomiky.

## Provedení
The Settlers: Dědictví králů je typická budovatelská strategie, která hráči nabízí pohled na hrací scenérii z ptačí perspektivy. Valná většina ovládání je zajištěna myší přes jednotlivá aktivní pole na obrazovce a samozřejmě přímé zásahy do hrací plochy. Obrazovka nabízí mapu prozkoumané oblasti, přehled zásoby surovin, panel s možnostmi vylepšení budovy nebo spuštění výzkumu dané technologie, seznam hrdinů a jednotek pro snadné přepínání, menu s obecným nastavením a také ukazatel předpovědi počasí.
Novinkou je právě střídání počasí. Změna počasí je nejprve náhodná, v pozdějších misích je možné postavit stroj pro změnu počasí a ovládat jej ve svůj prospěch. Ačkoliv počasí nemá vliv na úrodu nebo výkon pracovníků, hraje důležitou roli pro viditelnost (snížená při dešti) po hrací ploše nebo zamrzání řek a jezer. Při dobrém načasování je tak možné vyčkat na zamrznutí vodní plochy po které následně může přejít vlastní, ale také cizí armáda. V některých mapách se tak otevírají i lokace, kam se po souši jednotky nedostanou.
Jako u většiny strategií je nutné mapu nejprve prozkoumat, aby hráč měl přehled o terénu, ale i tak místa, kde zrovna není žádná přátelská jednotka, jsou šedivá a nelze rozpoznat, zdali se tudy zrovna nepřemisťuje nepřátelská nebo neutrální jednotka.
Dědictví králů je oproti předchozím (i následujícím) dílům kompletně předěláno, což snížilo ohlas u znalců série The Settlers.

### Změny oproti ostatním dílům
Od vydání The Settlers: Heritage of Kings se hra změnila, nabrala na vážnosti a hlavně je provedena v 3D formě. Doba trvání jednotlivých úrovní zůstala zhruba stejná, ale hospodaření se omezilo na peníze, jíl, železo, kámen, dřevo a síru. K jakékoliv z těchto surovin ale už není existenciálně nutná nějaká budova. Peníze přicházejí z daní, dřevo těží ručně nevolníci a stejně tak mohou těžit ostatní suroviny na povrchových dolech, není to ovšem moc efektivní a lepší je postavit doly (síra, železo) a kamenolomy. Materiál se však dále nezpracovává. Postavením pily se nedosáhne výroby prken, ale pouze zvýšení produkce dřeva a možnosti vynalézat nové technologie (ostřené šípy, zpevněné kopí…). Dřevo je potřebné pouze coby platidlo pro stavení nových budov.
Ze hry také zmizeli dopravci přenášející suroviny od místa těžby k místu zpracování. Pracovníci, jako kameník nebo kovář, si pro suroviny chodí sami do dolů. Je tedy nutné budovy stavět u sebe, aby většinu pracovní doby nestrávili na cestě.

### Bojová stránka hry
Bojová část her značně posílila. Přibylo jednotek (voják s mečem, lučištník, kopiník, kanón, lehká a těžká jízda... a jejich různě vylepšené verze) a možností (bojové formace) a pravidel boje. Kopiník má silný účinek proti budovám a jezdectvu, ale už ne proti pěchotě. Lučištník je dobrý v boji proti pěchotě, ale proti budovám nikoliv, atp.

### Technologické změny
Pátý díl série je také prvním, který je kompletně proveden ve 3D. Díky tomu je možné pohled na hru otáčet ve dvou směrech, což je občas nutné kvůli viditelnosti. Mezi některými úrovněmi se hráč dočká kratších videosekvencí. Kamera umožňuje také přiblížení nebo oddálení hrací plochy plynulým posunem.

### Mise
Ve hře je celkem 15 misí, nepočítaje první, naučnou úroveň, kde se pouze hráč dozvídá, jak hru ovládat a jak si počínat. Dále je k dispozici několik samostatných map, které nezasahují do příběhu a jsou z většiny určené pro hru více hráčů.
Celé staré království Dariova otce se rozkládá na 13 provinciích, v některých se odehrává více misí.
1. Thalgrund
2. Ridgewod
3. Grawford
4. Cleycourt
5. Potopa (The Flood)
6. Barmecia
7. Fouklung
8. Norfolk
9. Kaloix
10. Morová nákaza (The Great Plague)
11. Starý královský hrad (Old Kings Castle)
12. Cloudy Mountains
13. Evelance
14. Pustiny
15. Bitva o Evelance

### Hra pro více hráčů
Součástí The Settlers: Dědictví králů je i hra pro více hráčů přes LAN nebo internet. Hráči si mohou vybrat z řady map právě pro hru více hráčů a samozřejmě mód hry. Dobývání je standardním módem, kdy při hře musí hráč zničit svého protivníka, resp. všechny jeho budovy a jednotky. Technologický závod je naopak otázkou rozvoje nových technologií v budově akademie. Hraje-li více hráčů za jeden tým, každá vynalezená technologie se počítá pouze jednou a hráči si tak musí ujasnit, který bude vynalézat jakou technologii. Hra na body je kombinací obou předchozích módů. Hra je limitována časem jedné hodiny, během níž jednotlivé strany musí získat co největší počet bodů. Body lze získávat jak za technologický postup, vynalézáním nových technologií, tak útočením na ostatní protihráče.

## Příběh
Staré království je v rozpadu a rozděleno na mnoho malých provincií. Hra začíná, když je napadena vesnice mladého kralevice Daria. Ten spěchá na pomoc, ale přichází pozdě. Jeho matka mu na smrtelné posteli sdělí, že on je následníkem trůnu staré říše. Dario musí porazit temnou armádu, která plundruje celou oblast. Postupně se k němu přidávají další hrdinové (Erec, Helias, Ari, Pilgrim a Salim), kteří mu pomáhají proti temnému Mordredovi.
Helias je Dariův strýc, původní král, který se vzdal vlády a přenechal říši mladšímu bratrovi, otci Daria. Proti nim stojí na straně Mordreda Heliasův syn (Dariův bratranec) Kerberos, který se nesmířil s tím, že jeho otec se vzdal trůnu a připravil jej tak o dědictví království.

## Postavy ve hře
Ve hře jsou tři různé skupiny postav, rozlišené podle možnosti hráče danou skupinu jednotek ovládat. Základní skupinu hráč ovládá přímo a může rozhodnout kam má jednotka jít a co dělat. Jde především o hrdiny a bojové jednotky nebo také nevolníky, kterým hráč může přikázat postavit budovu či těžit surovinu. Skupina obyvatel vesnice je hráčem nepřímo ovládána. Hráč nemůže jednotce určit činnost nebo pohyb, ale svým jednáním ve hře ovlivňuje náladu skupiny a tím i její práci a jednání. Lze např. nastavit velmi vysoké daně a tím řemeslníkům snížit úroveň nálady, výkonnosti nebo dosáhnout stavu, kdy obyvatelé vesnici opustí. Poslední skupinou jsou jednotky na které hráčovo jednání nemá vliv vůbec. Jde především o nepřátelské jednotky a neutrální jednotky jako obchodníci nebo barbaři.

### Hrdinové
Hrdinové jsou postavy, které jednak prochází příběhem hry, ale také jde o lepší bojové jednotky, které mají zvláštní schopnosti a větší odolnost, než ostatní vojáci.

#### Dario – hrdina
Dario vyrůstal spolu se svým přítelem Erecem bez jakéhokoliv povědomí o své vlastní minulosti. Žil v malé vesničce zvané Thalgrund na západě do doby, než byla jeho vesnice napadena Mordredovými vojáky. Po ubránění vesnice Dario spěšně vyráží do vesnice Ridgewood, kde žije jeho matka, aby se ujistil, že je v bezpečí. Doráží však až v poslední chvíli, aby zachránil vesnici, ale již ne svou matku. Teprve při její smrti se dozvídá, že on je právoplatným dědicem trůnu starého království a syn starého krále Kerona. Postupně s ostatními hrdiny zatlačuje temná vojska zpět, usmiřuje zemi po letech bezvládí a blíží se ke starému hradu jeho otce. Tam se utkává s Kerberem a zjišťuje, že Kerberos je nejen Mordredův přisluhovač, ale také syn staršího bratra krále Kerona – Heliase. Když Dario získá zpět starý hrad, vydává se zničit Mordreda a vrátit své zemi mír jednou provždy.

#### Erec – rytíř starého císařství
Erec je už od dětství Dariův věrný přítel a pobočník, který jej následuje po celou dobu hry. Už když spolu v dětství trénovali umění boje s mečem věděl, že jsou si rovni. Přesto tušil, že Dario je k něčemu předurčený díky schopnostem jednat s lidmi a moudře se rozhodovat. Erec se zaměřuje přímo na boj – jeho schopnosti se dají použít pouze v bitvě. Jeho schopnost Aura síly posiluje bojové schopnosti hráčových jednotek, zatímco Vír uštědřuje blízkým nepřátelům silná zranění. Dokáže tak zničit poměrně větší skupinky nepřátel. Jeho bojovou sílu umocňuje i vysoká odolnost.

#### Helias – Moudrý
Před dávnými lety se tento charismatický a čestný muž vzdal starého císařství ve prospěch svého mladšího bratra Kerona, Dariova otce. Helias se vydal na zbožnou cestu a stal se z něj kněz. Přesvědčen o tom, že existují i jiné cesty krom využití hrubé síly, sám disponuje schopností diplomacie na nejvyšší úrovni. Helias se ve hře na boj příliš nehodí. Je dobrý jako strážce sídla a v několika misích působí jako vyjednávač. Pokud už je napaden, může pomoci svými schopnostmi Požehnání, čímž zvýší bojové schopnosti svých spolubojovníků, a Přesvědčování, kdy přiměje několik nepřátelských jednotek, aby se v boji přidaly na jeho stranu.

#### Ari – zbojnický rytíř
Ari byla odchována mezi psanci v hlubokých lesích starého císařství, kde se také naučila mistrně ovládat svůj luk a souznění s přírodou. Od chvíle, co se přidala k Dariovi k němu i cítí něco více než povinnost odvděčit se mu za svou svobodu a záchranu z pevnosti Mary De Mortfichet. Ari není jednotka vhodná pro boj z blízka. Její síla je naopak v útoku na dálku a umění se skvěle zamaskovat. Stane se tak na určitou dobu absolutně neviditelnou pro své nepřátele. Pokud už hrozí přímý střet, může zavolat na svou obranu zbojníky, kteří se zčistajasna objeví z okolních lesů.

#### Salim – jasnovidec
Saracénský válečník opředený mnoha pověstmi. Přes svoji zvláštní povahu vyniká značnou bojovou silou. Jeho schopnost léčení se skvěle hodí do boje, kdy může podporovat zraněné jednotky. Umění kladení pastí je naopak vhodné do úzkých soutěsek, kudy bude muset projít nepřítel.

#### Poutník – odborník na zbraně
Poutník je trpaslík vyučený v hornickém umění jako takový specialista na trhaviny. Doprovází Daria na jeho cestě za obnovením starého císařství. Poutník může zničit překážející kamenný zával díky umění s výbušninou. V boji se nejvíce docení jeho schopnost sestrojení pružinového kanónu, který útočí na blížící se nepřátelské jednotky.

### Záporné postavy
Za záporné postavy si hráč zahraje pouze v dodatečných mapách a hře více hráčů, nikoliv během kampaně. Jde vlastně taktéž o hrdiny, pouze příběhem dané na stranu zla. Malou výjimku tvoří Kerberos, který se na několik misí přidá ke kladným hrdinům a hráč je v těchto misích může ovládat.

#### Kerberos – černý rytíř
Kerberos touží po opětovném získání trůnu, kterého se vzdal jeho otec. Chce vládnout celému císařství a pakliže toho má šanci dosáhnout jako generál temného Mordreda, je ochoten bojovat i pro něj. Jeho schopnost Aura strachu dokáže velmi oslabit morálku okolních nepřátel. Pekelný křik pak způsobí hromadný úprk nepřátelských civilních i vojenských jednotek.

#### Mary De Mortfichet – podvodnice
Podlá hraběnka vládnoucí sídlu Kaloix, které ve spojenectví s Mordredem nechala otrávit a zpustošit. Jejími hlavními atributy jsou lstivost a ochota podřídit vše pouze pro své vlastní zájmy. Mezi její schopnosti patří Demoralizace, pomocí níž umí snížit útočnou sílu nepřátel v její blízkosti, a Jed, používaný k otrávení všech nepřátelských jednotek v blízkém okolí.

### Ostatní postavy

#### Bojové jednotky
Ať už jde o lučištníky, bojovníky s mečem nebo halapartníky, vždy se verbuje velitel jednotky, který velí určitému počtu vojáků. Podle vynalezených technologií jsou tyto jednotky tvořeny třemi až osmi vojáky. Bojový systém je nastaven tak, že velitel umírá až po úmrtí posledního vojáka jednotky. Každá z jednotek je určená pro jiný druh boje. Zvláštní kategorií jsou jednotky neživé, tedy zejména kanóny. Jejich velmi pomalý pohyb vynahrazuje drtivá síla, a to i v případě slabších modelů.

#### Nevolníci
Nevolníci jsou po hrdinech a bojových jednotkách poslední, které může hráč přímo ovládat. Nechtějí plat ani neplatí daně. Jejich daní jsou odvedené práce. Jsou ideální pro těžbu dřeva, ale už se tolik nehodí na těžbu ostatních surovin. Ta jim trvá déle a ve většině případů se vyplatí vystavět lom či důl. Nevolníci především staví nové budovy. Na jedné mohou pracovat až čtyři najednou. V případě poplachu se podílejí na ozbrojené obraně osady.

#### Specialisté
Mezi ně patří například rolníci, horníci, kněží, inženýři a další. Všechny spojuje několik věcí – předně chtějí někde spát a někde jíst a pokud mají obojí, tak pracují a přináší do osady cenné suroviny, zlepšení morálky obyvatel nebo nové technologie. Kromě toho platí daně, které jsou hlavním přísunem peněz do pokladny. Vyžadují také spánek a dostatek jídla. V případě nedostatku mohou pracovat méně, protestovat nebo dokonce odejít z vesnice. Aby mohli pracovat co nejdéle, potřebují svá sídla i farmy nablízku svému pracovišti, pokud tomu tak není, tráví většinu pracovní doby na cestě. Toto platí obzvláště u alchymistů, kameníků apod., kteří kromě zmíněné cesty ještě musí urazit další pro potřebný materiál.

#### Obchodníci, poutníci…
Zpravidla jde o obyvatele jiných sídel, než které patří hráči. Obchodníci mají svá tržiště, ale může jít například o poutníky a jiné osoby samostatně stojící v lesích. Mluvit s nimi může pouze některý z hrdinů. U obchodníků lze získat v dané úrovni cennou surovinu, od poutníků zase cenné informace o zdrojích surovin, nepřátelských pozicích apod.

## Vydání
V srpnu 2004 byla hra představena na veletrhu Games Convention, kde Vitus Hoffmann ze serveru Gameswelt poznamenal, že „ve hře bylo opuštěno od mnoha základních mikromanagementů ve prospěch uživatelsky přívětivější hratelnosti a lepšího tempa“. Marcel Kleffmann se v předběžném náhledu na stránce 4players vyjádřil, že se díl hraje spíše ve stylu Age of Empires, než jako kterýkoli předchozí titul ze série Settlers. V druhém náhledu, zveřejněném několik týdnů před vydáním hry, svůj dojem zopakoval. Uvedl, že se hra hraje podobně jako Age of Empires, ale působí též jako Settlers, a naznačil, že rozdíl mezi tímto dílem a Settlers IV není větší než rozdíl mezi prvními dvěma hrami na jedné straně a Settlers III na straně druhé.
Hra byla ve stejném datu vydána také distributorskou společností Playman s.r.o., která zajistila lokalizaci do češtiny bez dabingu, ale společně se hrou je dodáván uživatelský manuál v českém jazyce. Playman také zajišťuje technickou podporu v českém jazyce.

### Rozšíření
První rozšíření hry s názvem The Settlers: Heritage of Kings – Expansion Disc vyšlo v březnu 2005 v Německu. Obsahuje devět nových misí v režimu pro jednoho hráče, sedm nových map (režim jednoho hráče) a dvacet šest nových map (režim více hráčů), editor map, dvě nové bojové jednotky (lehké a těžké ostrostřelce), trojici nových hrdinů (Draka, Yuki a Kala), dvě nové ekonomické jednotky (zloděje a zvědy), další budovy a technologie, stavbu mostů a vylepšenou grafiku.
V září téhož roku vydal Ubisoft druhé rozšíření The Settlers: Heritage of Kings – Legends Expansion Disc, jež obsahuje tři nové kampaně po čtyřech misích a jednu s pěti misemi. V několika misích je možné hrát za zápornou postavu Kerbera a jeho společníky Mary de Mortfichet a Varga. Datadisk dále přinesl šest nových map (režim jednoho hráče) a osmnáct nových map (režim více hráčů), vylepšený editor map a generátor náhodných map.

### Edice
V listopadu 2005 vyšla edice The Settlers: Heritage of Kings – Gold Edition. Německá verze obsahuje původní hru a obě rozšíření, figurku Kerberose, soundtrack z původní hry i z rozšíření Expansion Disc a dokumentární film s pohledem do zákulisí vývoje hry. Anglická verze pak obsahuje pouze původní hru a datadisk. S českými titulky vydala edici také společnost Playman.

## Kritika
Hra se i přes zásadní změny dočkala nadprůměrného hodnocení v herních periodikách, kde po 13 recenzích získala hodnotící průměr 74,69 %. Přitom nejnižší hodnocení se zastavilo na 50 %. Hráči hru přijali obdobným výsledkem.
Při hodnocení hry se v recenzích objevuje zmínka, že pokud by nešlo o hru série Settlers, bylo by hodnocení vyšší. Pod úrovní vysokého stupně hodnocení hra zůstala pro změnu režimu hraní, ale také paradoxně za lepší grafické zpracování, které odebralo ze hry známé, roztomilé človíčky o které hráč pečoval a nahradilo je realistickými postavami rytířů.
| „                                  | Vyřknout čistě kladný nebo záporný ortel na novými Settlery není vůbec jednoduché, protože hodně záleží na tom, jak se na tuto RTS člověk dívá. Jestliže někomu nevadí odklon od minulých dílů, není to vůbec špatná zábava, ale ti, kdo nedají na původní herní systém dopustit, zažijí bohužel zklamání. | “ |
| — Verdikt serveru games.tiscali.cz | |   |